# Bordetella parapertussis
Bordetella parapertussis ist ein Bakterium aus der Gattung Bordetella, das keuchhustenähnliche Krankheitsbilder oder akute Bronchitis verursachen kann. Es handelt sich um kleine, gramnegative Stäbchen, die sich nur schwer von den verwandten Arten Bordetella pertussis (ebenfalls ein Krankheitserreger des Keuchhustens) und Bordetella bronchiseptica unterscheiden lassen. Die Zellen wachsen strikt aerob, benötigen also Sauerstoff für ihre Vermehrung. Für die Kultivierung wird häufig Blutagar verwendet, ein Nährmedium mit einem Zusatz von Blut, hier kann eine Hämolyse beobachtet werden. Das Genom des Bakterienstammes Bordetella parapertussis 12822 wurde 2003 vollständig sequenziert.

## Merkmale

### Erscheinungsbild
Die Zellen von Bordetella parapertussis sind kurze bis kokkoide Stäbchen. Sie sind gramnegativ. Die Zellen sind 0,8 μm lang und 0,4 μm breit. Die Art ist – wie Bordetella pertussis – nicht motil, kann sich also nicht selbständig bewegen. Endosporen werden nicht gebildet. Die Zellen tragen Pili (Fimbrien) auf ihrer Oberfläche und sind von einer Kapsel umgeben. Sie erscheinen wie andere Vertreter der Gattung Bordetella im lichtmikroskopischen Bild einzeln, in Paaren oder in Gruppen gelagert und lassen sich nur schwer von Haemophilus-Arten unterscheiden.
Auf festen Nährböden wachsen die Zellen zu sehr kleinen Kolonien heran, diese sind transparent. Im Vergleich zu B. pertussis sind die Kolonien etwas größer. Auf Blutagar findet eine Hämolyse statt, dies gilt auch für die verwandten Arten B. pertussis und B. bronchiseptica. Kolonien von B. parapertussis können jedoch auf Pepton-haltigen Nährmedien, die kein Blut enthalten, braune Pigmente bilden. Auch auf Nährmedien, die Tyrosin (eine Aminosäure) enthalten, ist die Pigmentbildung zu beobachten.

### Wachstum und Stoffwechsel
Der Stoffwechsel von Bordetella parapertussis beruht auf der Atmung, die Art ist strikt aerob, benötigt also Sauerstoff zum Wachsen. Der Oxidase-Test verläuft negativ, Katalase lässt sich jedoch nachweisen. Weiterhin ist der Stoffwechsel als chemoorganotroph und heterotroph zu kennzeichnen, B. parapertussis benutzt organische Verbindungen als Energiequelle und ebenso zum Aufbau zelleigener Stoffe. Dabei ist sie asaccharolytisch, d. h. sie kann keine Zucker (z. B. Glucose) verwerten, stattdessen gehören Aminosäuren zu den Substraten, die abgebaut werden. Dies muss bei der Wahl des passenden Nährmediums zur Kultivierung berücksichtigt werden.
Die optimale Temperatur für das Wachstum liegt bei 37 °C. Wachstum erfolgt in einem Temperaturbereich von 15–37 °C, wobei es bei 15 °C etwa 10 Tage dauert, bis Kolonien erkennbar sind, bei 37 °C wird üblicherweise 3–4 Tage inkubiert. Bei 44 °C erfolgt kein Wachstum mehr. B. parapertussis kann geringe Mengen Natriumchlorid (Kochsalz) im Nährmedium tolerieren. Wachstum ist bei einem Gehalt von 3 % Natriumchlorid möglich, bei 4,5 % NaCl ist das Wachstum variabel und bei einem Gehalt von 6 % oder mehr erfolgt kein Wachstum mehr. Sie ist nicht halophil, da sie sich auch in Abwesenheit von Natriumchlorid vermehren kann. Auch in der Anwesenheit von Gallensalzen erfolgt Wachstum, ein Gehalt von 10 % wird toleriert, während bei einem Gehalt von 40 % Gallensalzen im Nährmedium kein Wachstum mehr erfolgt.
Biochemische Merkmale, wie beispielsweise die vorhandenen Enzyme und die daraus resultierenden Stoffwechseleigenschaften können in einer Bunten Reihe zur Identifizierung von B. parapertussis verwendet werden. Neben dem positiven Katalase- und dem negativen Oxidase-Test können folgende Merkmale herangezogen werden: Sie führt keine Nitratreduktion durch, d. h. Nitrat wird nicht zu Nitrit reduziert. Der Urease-Test fällt positiv aus, die Art besitzt das Enzym Urease und ist somit in der Lage, Harnstoff abzubauen. Hingegen können Gelatine, Casein oder Stärke nicht durch Hydrolyse abgebaut werden. Ebenso wenig ist sie zur Äskulinhydrolyse fähig. Sie verfügt über das Enzym Arginindihydrolase (ADH) und kann daher die Aminosäure Arginin abbauen. Außerdem kann sie die Aminosäuren L-Glutaminsäure und L-Prolin abbauen.
Weitere organische Verbindungen, die als Energiequelle und zum Aufbau zelleigener Stoffe verwertet werden können, sind Citrat und Pyruvat. Schwefelwasserstoff (H2S) wird nicht gebildet. Der Voges-Proskauer-Test auf Acetoin-Bildung und der Indol-Test verlaufen negativ. Da keine Kohlenhydrate abgebaut werden, erfolgt auch keine Säurebildung, somit ist die Methylrot-Probe ebenfalls negativ. Die Abgrenzung zu B. pertussis und B. bronchiseptica ist schwierig, da die drei Arten in vielen stoffwechselphysiologischen und biochemischen Merkmalen Gemeinsamkeiten zeigen, sie können allerdings anhand einiger Merkmale unterschieden werden (vergleiche Übersicht).

### Serologische Merkmale
Bordetella parapertussis besitzt – auf ihrer Zellwand aufgelagert – Lipopolysaccharide (LPS). Diese sind Bestandteil der äußeren Membran, die typisch für gramnegative Bakterien ist. Die Lipopolysaccharide bestehen aus fettähnlichen Bestandteilen, verbunden mit Oligosacchariden (Zuckerbestandteilen), die als Antigen wirken und serologisch für den Nachweis verwendet werden können, da sie sich von den LPS der verwandten Arten unterscheiden. Weiterhin sind auch Proteine ein Bestandteil der äußeren Membran, sie werden häufig als OMP abgekürzt, nach der englischen Bezeichnung outer membrane proteins. Sie wirken ebenfalls als Antigen und bewirken eine Agglutination, wenn sie mit den passenden Antikörpern zusammentreffen. Bei B. parapertussis wird das entsprechende Protein als AGG 14 (AGG als Abkürzung für Agglutinin) bezeichnet, während für B. pertussis das AGG 1 typisch ist. Und auch die Fimbrien wirken als Antigene, sie sind bei B. parapertussis als AGG 8, 9 und 10 benannt.

### Genetik
Das Genom des Bakterienstammes Bordetella parapertussis 12822 (auch unter der Bezeichnung ATCC BAA-587 geführt) wurde bereits 2003 vollständig sequenziert. Dabei handelt es sich um einen Stamm, der 1993 von einem an Keuchhusten erkrankten Kind in Deutschland isoliert wurde. Das Genom weist eine Größe von 4774 Kilobasenpaaren (kb) auf, das entspricht in etwa der Genomgröße von Escherichia coli. Es liegt als zirkuläres Bakterienchromosom vor. Es sind 4185 Proteine annotiert.
Bis 2013 wurde das Genom von zwei weiteren Stämmen – B. parapertussis 18323 und B. parapertussis Bpp5 – sequenziert und veröffentlicht. Die Genomgröße fällt mit 4044 bzw. 4900 kb etwas kleiner bzw. größer aus als bei dem zuerst untersuchten Stamm. Die Ergebnisse der Sequenzierungen zeigen einen hohen GC-Gehalt (den Anteil der Nukleinbasen Guanin und Cytosin) in der Bakterien-DNA, er liegt bei etwa 68 Mol-Prozent. Der Stamm B. parapertussis Bpp5 wurde von einem Schaf isoliert. Hier beinhaltet das Genom auch ein Plasmid. Das als BPP5P1 bezeichnete Plasmid weist eine Genomgröße von 12,2 kb auf. Die Funktion seiner Gene ist noch nicht abschließend geklärt, man geht davon aus, dass sie u. a. für Proteine codieren, die an der Replikation und Zellteilung beteiligt sind. Ein Plasmid wurde bisher bei keinem anderen Bordetella-Stamm gefunden.

### Nachweise

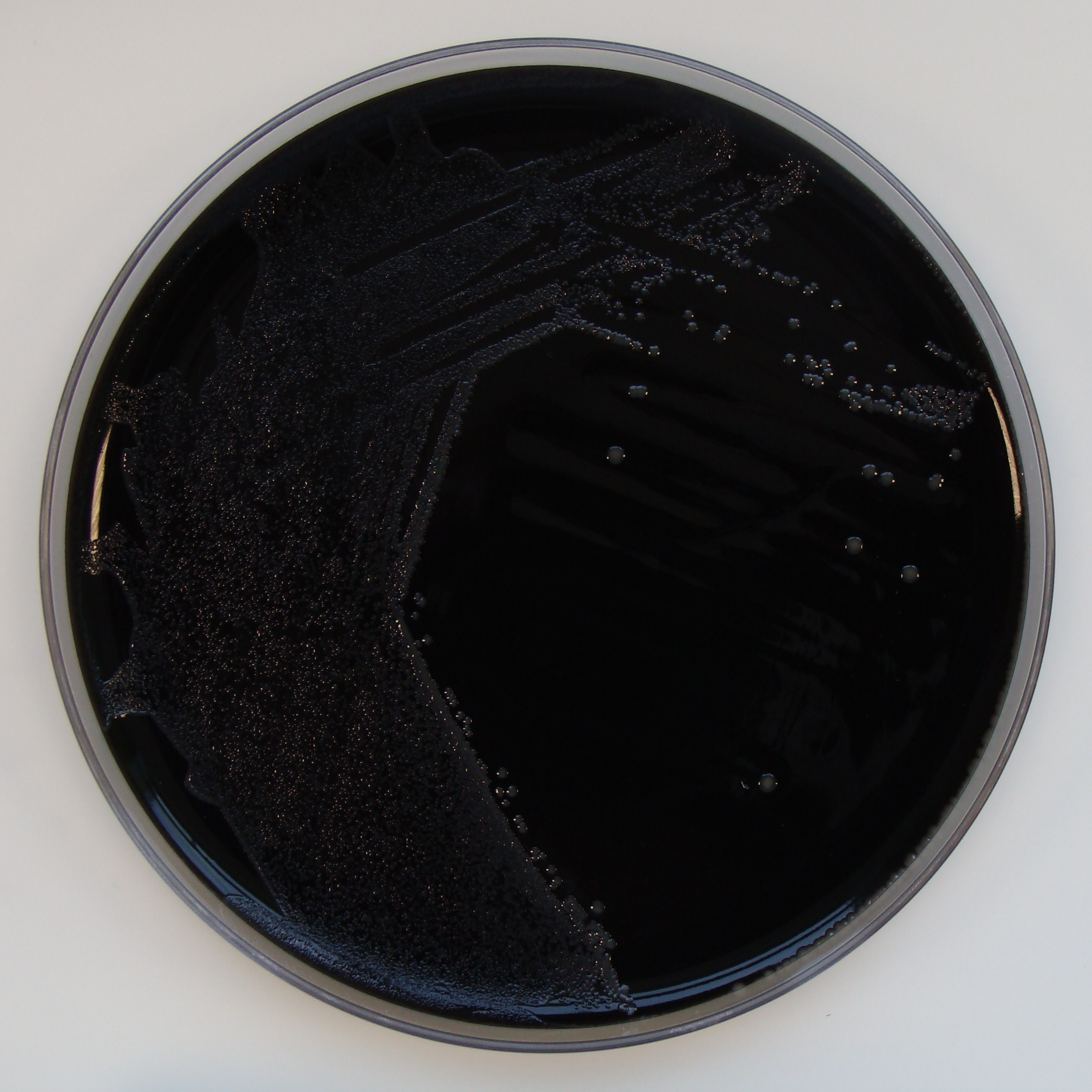
Regan-Lowe-Nährmedium mit Aktivkohle und einem Zusatz von Cefalexin, bei diesem Beispiel sieht man Kolonien von Bordetella pertussis.

Zur Kultivierung sind einfache Nährmedien nur bedingt geeignet, allerdings wächst sie auf MacConkey-Agar. Häufig wird Blutagar verwendet. Dabei lässt sich eine Hämolyse erkennen, falls Schafblut verwendet wird, bei Pferdeblut ist dies nicht der Fall. Eine Variante ist der Bordet-Gengou-Blutagar, der noch Kartoffelextrakt und Glycerin enthält. Durch einen Zusatz von Penicillin wirkt er selektiver, da durch das Antibiotikum viele gramnegative Bakterien im Wachstum gehemmt werden, während Bordetella parapertussis resistent ist. Noch besser geeignet ist das Regan-Lowe-Nähmedium, das Aktivkohle (englisch charcoal) und Blut enthält und durch Zusatz eines Antibiotikums aus der Gruppe der Cephalosporine (beispielsweise Cefalexin) den Bordetellen in einer Mischflora einen selektiven Vorteil verschafft. Nach Inkubation über 3–4 Tage bei 37 °C lassen sich Kolonien erkennen. Die auf den Nährmedien herangewachsene Bakterienkultur kann dann biochemisch untersucht werden, um beispielsweise B. parapertussis von B. pertussis zu unterscheiden.
Für die Untersuchung von klinischen Proben ist der Zeitpunkt der Probenahme von entscheidender Bedeutung, da bei Keuchhusten vor allem im Stadium catarrhale der Krankheitserreger in den Mengen vorliegt, die einen kulturellen Nachweis ermöglichen. Als Probe wird ein Abstrich mit einem Tupfer aus dem Nasenrachenraum (Nasopharynx) verwendet. Tupfer aus Baumwolle sind nicht geeignet, stattdessen wird Calciumalginat als Material verwendet. Die Tupfer müssen in einem speziellen Nährmedium (z. B. das Regan-Lowe-Nähmedium) zum Labor transportiert werden.
Manchmal wird B. parapertussis auch mit Hilfe der direkten Immunfluoreszenz nachgewiesen. Sie basiert auf dem Antigen-Nachweis, der eingesetzte Antikörper ist mit einem fluoreszierenden Farbstoff markiert. Als Untersuchungsmaterial wird ein Abstrich verwendet, der die Bakterien enthält. Hier können durch nicht speziesspezifische Antikörper falsch positive Ergebnisse auftreten, die mit einem zweiten Verfahren bestätigt werden sollten. Andererseits können auch falsch negative Ergebnisse auftreten, wenn die Anzahl der Krankheitserreger unter der Nachweisgrenze des Verfahrens liegt. Die Sensitivität des direkten Immunfluoreszenztests liegt im Idealfall bei etwa 60 %. Der in der klinischen Diagnostik häufiger eingesetzte Nachweis durch einen erhöhten Titer an Antikörpern ist für die Frühdiagnostik von B. parapertussis nicht geeignet, da spezifische Antikörper im Serum frühestens beim Übergang ins Stadium convulsivum nachweisbar sind. Außerdem können durch eine Impfung oder eine frühere Erkrankung Antikörper gegen das Pertussis-Toxin vorhanden sein. Auch ein standardisierter ELISA-Test ist bisher nicht verfügbar.
Wesentlich spezifischer ist der Nachweis bestimmter Teile des bakteriellen Genoms mit Hilfe des PCR-Verfahrens (Polymerase-Kettenreaktion). Dabei werden Genabschnitte, die typisch für die Bakterienart sind, vervielfältigt (amplifiziert) und nachgewiesen. Ein PCR-Test ist schnell durchführbar und sensitiver im Vergleich zu den kulturellen Methoden. Die Schwierigkeit dabei ist es, einen passenden Genabschnitt zu finden, der typisch für B. parapertussis ist, aber bei den verwandten Spezies nicht vorkommt. Ein 2013 entwickeltes Verfahren beruht auf der Real Time Quantitative PCR (q-PCR), dabei wird ein Fluoreszenzfarbstoff an die nachzuweisenden Genabschnitte angelagert und eine Fluoreszenz verursacht. Die Stärke der Fluoreszenz wird während eines PCR-Zyklus in Echtzeit erfasst (daher die Bezeichnung real time) und dient der quantitativen Bestimmung der vorhandenen Genabschnitte und somit einer quantitativen Erfassung der Bakterienart. Das in Frankreich entwickelte Verfahren zielt auf den Nachweis von B. parapertussis und B. bronchiseptica ab, die damit nachgewiesen und voneinander unterschieden werden können.

## Vorkommen
Das Habitat von Bordetella parapertussis sind die zilientragenden Epithelzellen des menschlichen Respirationstraktes. Auch bei Schafen wurde sie gefunden.

## Systematik

### Äußere Systematik
Bordetella parapertussis ist eine von mehreren Arten aus der Gattung Bordetella in der Familie der Alcaligenaceae, diese wird zu der Ordnung der Burkholderiales in der Klasse der Betaproteobacteria gestellt. Die Gattung Haemophilus, die morphologische Ähnlichkeit mit den Bordetellen aufweist, ist zu der Klasse der Gammaproteobacteria gestellt, ebenso wie die Gattung Acinetobacter, der B. parapertussis früher ebenfalls zugeordnet wurde.

### Innere Systematik
Von der Gattung Bordetella sind die Arten B. parapertussis, B. pertussis und B. bronchiseptica seit der ersten Hälfte des 20. Jahrhunderts bekannt, weitere Arten sind seit 1984 neu entdeckt worden, z. B. B. avium. Die zuerst entdeckten Arten ähneln sich auffallend, so dass eine Einordnung als Unterarten diskutiert wird. Sie werden auch als „klassische“ Bordetellen bezeichnet. Eine umfassende genetische Untersuchung von sieben Bakterienstämmen brachte 2012 neue Erkenntnisse bezüglich der phylogenetischen Beziehungen. Nur etwa 50 % des „Kern-Genoms“ (englisch pan-genome) tritt bei allen Stämmen auf, diese Diversität im Genom wird als Ursache für unterschiedliche Wirte oder verschiedene Pathogenitätsfaktoren angesehen.
B. parapertussis wurde 1938 von Grace Eldering und Pearl Kendrick erstbeschrieben und als Bacillus parapertussis bezeichnet. 1952 erfolgte die Etablierung der Gattung Bordetella durch Manuel Moreno López, zu der das Bakterium dann gestellt wurde. B. parapertussis ist unter mehreren Synonymen bekannt, die darauf beruhen, dass das Bakterium wegen seiner Ähnlichkeit zu Vertretern anderer Gattungen (wie Haemophilus oder Bacillus) zunächst diesen zugeordnet wurde. Synonyme sind Bacillus parapertussis Eldering & Kendrick 1938, Haemophilus parapertussis (Eldering & Kendrick 1938) Wilson & Miles 1946, Acinetobacter parapertussis (Eldering & Kendrick 1938) Steel & Cowan 1964. Von der Art B. parapertussis wurden bisher (Stand 2014) drei Bakterienstämme genetisch untersucht, dabei weist der Stamm B. parapertussis Bpp5 die Besonderheit eines Plasmids auf. Der Stamm B. parapertussis ATCC 9797 ist der Typusstamm der Art. Es sind mehrere Bakterienstämme von B. parapertussis in verschiedenen Sammlungen von Mikroorganismen hinterlegt.

### Etymologie
Der Gattungsname wurde zu Ehren des belgischen Mikrobiologen Jules Bordet gewählt. Der Artname bezieht sich auf die Ähnlichkeit zu B. pertussis, para (eine griechische Vorsilbe) bedeutet „neben“, während sich pertussis aus der lateinischen Vorsilbe per („sehr“, „extrem“) und dem lateinischen Wort tussis (Genitiv „Husten“) zusammensetzt. Pertussis ist auch der medizinische Fachbegriff für Keuchhusten.

## Medizinische Bedeutung
Bordetella parapertussis ist neben B. pertussis der Krankheitserreger des Keuchhustens. Etwa 5–20 % der Fälle lassen sich auf B. parapertussis zurückführen, wobei damit häufig ein milderer Krankheitsverlauf einhergeht. Keuchhusten ist als Krankheit mit hoher Letalität insbesondere für Kinder unter sechs Jahren von Bedeutung. Seit 2013 besteht nach § 7 des Infektionsschutzgesetzes eine Meldepflicht bei dem direkten oder indirekten Nachweis von B. parapertussis, sofern der Nachweis auf eine akute Infektion hinweist.

### Pathogenität
Bordetella parapertussis ist für den Menschen pathogen („krankheitserregend“), sie wird durch die Biostoffverordnung in Verbindung mit der TRBA (Technische Regeln für Biologische Arbeitsstoffe) 466 der Risikogruppe 2 zugeordnet. Weiterhin ist bei der Einstufung vermerkt, dass sie pathogen für Mensch und Wirbeltiere ist, aber dass normalerweise keine Übertragung zwischen beiden Wirtsgruppen vorliegt, es sich damit nicht um einen Zoonoseerreger handelt. Ein Bakterienstamm wurde von Schafen isoliert.
Bordetella pertussis verfügt über zahlreiche Virulenzfaktoren, wie das filamentöse Hämagglutinin (FHA) und das Pertussistoxin (PT), dabei handelt es sich um ein Protein, das als Exotoxin und Adhäsin wirkt. Welche Virulenzfaktoren auch bei B. parapertussis vorhanden sind, ist Gegenstand der Forschung. Im Genom wurden Gene identifiziert, die für das Pertussistoxin codieren, allerdings werden diese nicht exprimiert, das Protein also nicht gebildet. Hingegen finden sich das hitzelabile Toxin, die invasive Adenylatcyclase, das Tracheale Cytotoxin (TCT) und die als Antigen und Endotoxin wirkenden Lipopolysaccharide aus der äußeren Membran bei B. parapertussis, B. pertussis und B. bronchiseptica.

### Infektionsquellen
Der menschliche Respirationstrakt ist der Lebensraum von Bordetella parapertussis. Der Infektionsweg ist eine Tröpfcheninfektion, die Übertragung des Krankheitserregers erfolgt durch Tröpfchen, die der Erkrankte aushustet.

### Therapie und Vorbeugung
Der Einsatz von Antibiotika ist nur in den frühen Krankheitsstadien sinnvoll, solange noch Krankheitserreger vom Patienten ausgeschieden werden. Häufig wird Erythromycin eingesetzt, um die Ansteckungskette zu unterbrechen. Auch andere Makrolidantibiotika, wie Azithromycin, Clarithromycin und Roxithromycin sind wirksam. Mikrobiologische Untersuchungen durch ein Antibiogramm haben die Sensitivität von Bordetella parapertussis auch gegenüber Aminoglycosid-Antibiotika (Streptomycin und Neomycin), Tetracyclinen wie Chlortetracyclin (Aureomycin) und Oxytetrazyklin (Terramycin), Chloramphenicol, Novobiocin und Oleandomycin (ein Makrolid) ergeben. Hingegen ist sie gegen Penicilline resistent.
Als vorbeugende Maßnahme gilt die Impfung gegen Bordetella pertussis, die von der Ständigen Impfkommission am Robert Koch-Institut empfohlen wird. Sie soll unmittelbar nach Vollendung des 2. Lebensmonats begonnen und in regelmäßigen Abständen fortgeführt werden. Gegen Bordetella parapertussis existiert keine Schutzimpfung als Präventionsmaßnahme.

## Meldepflicht
In Deutschland ist der direkte oder indirekte Nachweis namentlich meldepflichtig nach § 7 des Infektionsschutzgesetzes (IfSG), soweit der Nachweis auf eine akute Infektion hinweist. Meldepflichtig sind die Leitungen der Labore usw. (§ 8 IfSG)